# Гвидо II (герцог Сполето)
Гви́до II (итал. Guido II; около 860/865 — между августом 882 и июлем 883) — герцог Сполето (880—882/883) из династии Гвидонидов.

## Биография
Гвидо II был единственным сыном герцога Сполето Ламберта II. О ранних годах его жизни ничего неизвестно. После смерти отца в 880 году Гвидо унаследовал Сполетское герцогство. Став правителем одного из крупнейших феодальных владений Италии, он продолжил политику своего отца, направленную на обретение Сполето полной независимости от притязаний пап римских на верховную власть над герцогством.
Первое упоминание о Гвидо II как герцоге Сполето в современных ему исторических источниках относится к 26 июня 880 года. Этим днём датировано письмо папы римского Иоанна VIII наместнику Италии Карлу III Толстому, в котором понтифик выражал ему благодарность за сделанное незадолго до этого назначение двух королевских вассалов, Гвидо Сполетского и Адальберта I Тосканского, «защитниками Рима» от возможных нападений сарацин. Хотя тон папского послания был весьма благожелательным, историки предполагают, что подобное назначение Гвидо противоречило интересам Иоанна VIII, на основании Константинового дара претендовавшего на власть над территорией Сполетского герцогства. Своим посланцем в Рим Карл III также направил епископа Пармы Вибода, который в июле попытался организовать переговоры между папой и правителем Сполето. Однако эта попытка окончилась неудачей, так как Гвидо II отказался прибыть к месту встречи.
Более того, вскоре Гвидо вступил в открытый конфликт с Иоанном VIII, поддержав действия римских противников папы. Это вынудило Иоанна 10 сентября направить новое послание Карлу Толстому. В нём содержалась жалоба на действия вассалов герцога Сполето, которые вместе с врагом папы, magister militum Рима Григорием, захватили некоторые владения Престола Святого Петра. В это время противники Иоанна, возглавляемые Гвидо, были настолько сильны, что, согласно посланию, «ни один римлянин не осмеливался покинуть город, даже для работы на полях». Вероятно, с этими событиями связано свидетельство исторических источников об арестах многих знатных римлян, произведённых по приказу папы.
В октябре 880 года Карл III приехал в Италию, но ограничил своё пребывание здесь только Ломбардией и не предпринял никаких мер для поддержки Иоанна VIII. Узнав о планируемом отъезде короля на родину, папа 11 ноября написал королю письмо, в котором снова просил у монарха защиты от «Гвидо Бешенного, захватчика и разорителя» (лат. de Widone Rabia, invasore et repaci). Историки расходятся во мнении, было ли письмо Иоанна VIII причиной изменения решения Карла или нет. Тем не менее, тот остался и следующие несколько месяцев провёл в интенсивных переговорах с папой по условиям коронации императорской короной. Переговоры сопровождались взаимными обвинениями и интригами. Однако в результате стороны пришли к соглашению, главным условием которого было признание Карлом своей обязанности выполнять ранее заключённые договоры между папством и правителями Франкской империи о передаче под власть Престола Святого Петра земель Центральной Италии, включая и территорию Сполетского герцогства. Заключение этого соглашения позволило Карлу III 12 февраля 881 года стать в Риме новым императором.
Несмотря на свои обещания Иоанну VIII, Карл III в течение следующего года после коронации ничего не сделал для защиты интересов папства. Хотя о деятельности герцога Гвидо II в этот период исторические источники ничего не сообщают, предполагается, что, всё ещё продолжая находиться к конфликте с папой римским, он стал одним из тех феодалов, на которых император опирался при управлении своими итальянскими владениями. Попытка положить конец противостоянию герцога и папы была предпринята в феврале 882 года в Равенне, где состоялся большой государственный сейм Франкской империи. На этой ассамблее при посредничестве Карла Толстого между Иоанном VIII с одной стороны и герцогом Гвидо II Сполетским и его дядей графом Гвидо Камеринским с другой было заключено соглашение, по которому оба Гвидо обязывались возвратить папе все отнятые ими у Престола Святого Петра владения. Однако условия соглашения так и не были выполнены и уже в начале марта Иоанн VIII снова жаловался императору на беззаконния со стороны Гвидо II, захватившему несколько церквей в Пентаполисе, а затем, в датированном августом этого года послании, ещё раз напомнил императору о его обещании положить конец действиям герцога Сполето, один из вассалов которого, самовольно осуществляя суд в принадлежавшем папе Нарни, отрубил руки 83-м местным жителям.
Упоминание Гвидо II в последнем из папских посланий — это последнее точно датированное сообщение о его жизни. Вскоре после этого герцог скончался. Предполагается, что это произошло ещё в 882 году, во всяком случае, не позднее июля 883 года, когда в документах правителем Сполето начал называться дядя покойного, Гвидо Камеринский, получивший герцогство в обход несовершеннолетних детей Гвидо II.
Гвидо II был женат на неизвестной по имени женщине. Дочерью от этого брака была Ита, супруга князя Салерно Гвемара I. Некоторыми историками высказывается предположение, что единственным сыном Гвидо II мог быть герцог Сполето и князь Беневенто Гвидо IV. Однако также существует мнение, что родителями Гвидо IV могли быть король Италии Гвидо Сполетский и его супруга Агельтруда.